# Южно-Эгейская вулканическая дуга
Южно-Эгейская вулканическая дуга — вулканическая дуга на юге Эгейского моря, образованная тектоникой плит. Первопричиной была субдукция Африканской плиты под Евразийскую плиту, в результате чего Эгейская дуга поднялась над тем, что сейчас является севером Эгейским морем. В голоцене начался процесс расширения задней дуги, вероятно, стимулированный давлением Аравийской плиты, сжимающей область за дугой. Расширение деформировало область до её нынешней конфигурации. Сперва дуга переместилась на юг и приняла дугообразную конфигурацию. Позже Эгейское море открылось за дугой, потому что там кора истончилась и ослабла. Потом магма прорвалась через истонченную кору, образовав вторую дугу, состоящую из вулканической цепи. И, наконец, плита Эгейского моря откололась от Евразии в новой зоне разлома на севере.
Расширение всё ещё продолжается. Нынешний юг Эгейского региона является одним из наиболее быстро деформирующихся регионов Альпийско-Гималайский горного пояса. Он имеет длину около 450 км и ширину от 20 до 40 км и простирается от Коринфского перешейка на материковой части Греции до полуострова Бодрум на материковой части Турции.

## Вулканы дуги
Активная часть Южно-Эгейской вулканической дуги включает в себя ряд спящих и исторически активных вулканов, включая Сусаки, Эгину, Метана, Милос, Санторини и Колумбо, Кос, Нисирос и Яли, а также Акьярлар. Из них только Санторини, Колумбо и Нисирос либо извергались, либо демонстрировали какие-либо существенные признаки активности за последние 100 лет.
Одно из самых известных извержений вулкана этой дуги произошло на острове Санторини во 2-м тысячелетии до н.э.; во время катастрофического извержения вулкана Санторини был разрушен город бронзового века Акротири, а археологические останки хорошо сохранились под вулканическим пеплом.